# حوزه انتخابیه گچساران و باشت
حوزهٔ انتخاباتی گچساران و باشت یکی از حوزه‌های استان کهگیلویه و بویراحمد برای انتخابات مجلس شورای اسلامی است. این حوزه به مرکزیت شهر دوگنبدان ۱ نماینده دارد.
حوزه کهگیلویه و گچساران از انتخابات ششمین دوره مجلس شورای اسلامی، به دو حوزه گچساران و کهگیلویه افراز شد. این حوزه کم جمعیت‌ترین حوزه انتخابیه مجلس شورای اسلامی در استان کهکیلویه و بویراحمد است.

## نمایندگان ادوار مختلف
| دوره    | زمان انتخابات   | نام نماینده                  | تعداد آراء | کل آراء اخذ شده | حزب                  |
| ------- | --------------- | ---------------------------- | ---------- | --------------- | -------------------- |
| اول     | ۲۴ اسفند ۱۳۵۸   | بهرام تاج‌گردون               | ۲۰٬۶۵۰     | ۳۹٬۱۳۳          | جمهوری اسلامی        |
| دوم     | ۲۶ فروردین ۱۳۶۳ | حسنعلی نجفی رهنانی           | ۳۶٬۶۳۱     | ۷۱٬۱۶۰          |                      |
| سوم     | ۱۹ فروردین ۱۳۶۷ | بهرام تاج‌گردون               | ۴۲٬۵۹۴     | ۱۱۳٬۰۱۸         | جمهوری اسلامی        |
| چهارم   | ۲۱ فروردین ۱۳۷۱ | سید محمد موحد                | ۵۷٬۸۴۲     | ۱۳۵٬۸۷۳         |                      |
| پنجم    | ۱۸ اسفند ۱۳۷۴   | سید محمد موحد                | ۸۵٬۸۷۳     | ۱۶۷٬۰۰۶         |                      |
| ششم     | ۲۹ بهمن ۱۳۷۸    | محمدعلی نبی‌زاده              | ۲۱٬۹۸۷     | ۶۷٬۲۰۴          |                      |
| هفتم    | ۱ اسفند ۱۳۸۲    | محمدعلی نبی‌زاده              | ۲۰٬۹۶۲     | ۶۵٬۸۹۱          |                      |
| هفتم    | ۲۷ خرداد ۱۳۸۴   | علی‌مراد جعفری                | ۲۱٬۷۱۸     | ۷۲٬۸۴۷          |                      |
| هشتم    | ۲۴ اسففند ۱۳۸۶  | سید قدرت‌الله حسینی‌پور بحرینی | ۲۳٬۰۶۴     | ۸۰٬۰۱۸          | جبهه متحد اصول‌گرایان |
| نهم     | ۱۲ اسفند ۱۳۹۰   | غلامرضا تاجگردون             | ۳۴٬۹۷۴     | ۹۱٬۴۶۳          |                      |
| دهم     | ۷ اسفند ۱۳۹۴    | غلامرضا تاجگردون             | ۶۶٬۱۰۳     | ۸۹٬۳۲۸          |                      |
| یازدهم  | ۲ اسفند ۱۳۹۸    | غلامرضا تاجگردون             | ۳۸٬۴۲۲     | ۷۷٬۸۴۱          |                      |
| یازدهم  | ۲۸ خرداد ۱۴۰۰   | سید ناصر حسینی‌پور            | ۲۵٬۱۲۳     | ۶۰٬۱۵۶          |                      |
| دوازدهم | ۱۱ اسفند ۱۴۰۲   | غلامرضا تاجگردون             | ۴۱٬۱۶۷     | ۶۸٬۲۱۰          | اعتدال و توسعه       |

- در مجلس یازدهم، غلامرضا تاجگردون توانست با ۴۹.۳۵٪ آرا، بالاترین میزان رأی در میان نامزدها را کسب نماید اما به دلیل عدم تأیید اعتبارنامه وی در این دوره،‌ حوزه گچساران و باشت تا زمان میاندوره بدون نماینده بوده و در تاریخ ۲۸ خرداد ۱۴۰۰ سید ناصر حسینی‌پور در انتخابات میاندوره‌ای راهی بهارستان شد.[۲]

## نتایج انتخابات

### مجلس دوازدهم
در انتخابات دوازدهمین دوره مجلس شورای اسلامی در حوزه انتخابیه گچساران و باشت که در تاریخ ۱۱ اسفند ۱۴۰۲ برگزار گردید، پس از بررسی صلاحیت‌ها و انصراف‌ها، در نهایت ۱۶ نفر به رقابت پرداختند. در این دوره از مجموع ۱۲۵٬۳۹۱ نفر واجد شرایط در این حوزه، تعداد ۶۸٬۲۱۷ رأی صحیح به صندوق‌ها ریخته شد.
| رتبه | نامزد                 | گرایش سیاسی | تعداد آراء | درصد آراء | سابقه نمایندگی | وضعیت      |
| ---- | --------------------- | ----------- | ---------- | --------- | -------------- | ---------- |
| ۱    | غلامرضا تاجگردون      | اصلاح‌طلب    | ۴۱٬۱۶۷     | ۶۰.۳۵۳٪   | آری            | پیروز      |
| ۲    | ساسان دلاویز          | اصولگرا     | ۲۱٬۰۷۵     | ۳۰.۸۹۷٪   | نه             | عدم پیروزی |
| ۳    | علی‌محمد آقایی         |             | ۲٬۴۴۴      | ۳.۵۸۳٪    | نه             | عدم پیروزی |
| ۴    | ریحان محمدپور ده‌بزرگی |             | ۲٬۰۶۳      | ۳.۰۲۴٪    | نه             | عدم پیروزی |
| ۵    | روح‌الله جهان‌بین       |             | ۶۱۰        | ۰.۸۹۴٪    | نه             | عدم پیروزی |
| ۶    | ذوالفقار حق‌پرست       |             | ۵۳۷        | ۰.۷۸۷٪    | نه             | عدم پیروزی |
| ۷    | اردلان زینل‌زاده       |             | ۱۱۴        | ۰.۱۶۷٪    | نه             | عدم پیروزی |
| ۸    | محمد ظریف رضایی       |             | ۱۰۲        | ۰.۱۴۹٪    | نه             | عدم پیروزی |
| ۹    | نجف آژیده             |             | ۲۸         | ۰.۰۴۱٪    | نه             | عدم پیروزی |
| ۱۰   | اسفندیار مرودشتی      |             | ۱۸         | ۰.۰۲۶٪    | نه             | عدم پیروزی |
| ۱۱   | ایرج افراز            |             | ۱۴         | ۰.۰۲۰٪    | نه             | عدم پیروزی |
| ۱۲   | مجتبی احسان‌بخش        |             | ۱۰         | ۰.۰۱۴٪    | نه             | عدم پیروزی |
| ۱۳   | محمود محمودی‌مقدم      |             | ۹          | ۰.۰۱۳٪    | نه             | عدم پیروزی |
| ۱۴   | سید قدرت‌الله کشاورز   |             | ۸          | ۰.۰۱۱٪    | نه             | عدم پیروزی |
| ۱۵   | سید اکبر علیزاده      |             | ۶          | ۰.۰۰۹٪    | نه             | عدم پیروزی |
| ۱۶   | تیمور فلاحت‌زاده       |             | ۵          | ۰.۰۰۷٪    | نه             | عدم پیروزی |

- ساسان دلاویز چند روز پیش از انتخابات ۱۱ اسفند در همایش حامیانش، خود را پیروز مطلق انتخابات خوانده بود. همچنین او مدعی شد که یکی از وزرای دولت حسن روحانی با او تماس گرفته و اذعان به پیروزی وی در انتخابات داشته است.[۶]